# Onthophagus albicornis
Onthophagus albicornis är en skalbaggsart som beskrevs av Palisot De Beauvois 1805. Onthophagus albicornis ingår i släktet Onthophagus och familjen bladhorningar. Inga underarter finns listade i Catalogue of Life.